# Máximo Benvegnú
Monsenhor Máximo Inácio Benvegnú (Guaporé, 2 de fevereiro de 1926 - Casca, 13 de julho de 2022) foi um sacerdote católico brasileiro do clero da Arquidiocese de Porto Alegre.

## Biografia
Padre Máximo, como é conhecido, iniciou seus estudos para o sacerdócio no Seminário São José de Gravataí em 1940, onde cursou o chamado Ginasial, de seis anos. Em 1946, ingressou no Seminário Central Imaculada Conceição, em São Leopoldo, onde cursou três anos da faculdade de Filosofia e quatro anos da faculdade de Teologia.
Foi ordenado sacerdote no dia 21 de dezembro de 1952, em São Domingos do Sul, sendo celebrante Dom Vicente Scherer. Seu ministério sacerdotal teve início na Paróquia Santa Cecília, em janeiro de 1953, como vigário paroquial, durante um ano.
Em 1954, foi transferido para a Paróquia Nossa Senhora Auxiliadora, como vigário paroquial. Em meados de 1955 foi nomeado pároco da Paróquia Santa Cecília, onde permaneceu até 7 de setembro de 1958, quando foi novamente transferido para a Paróquia Nossa Senhora Auxiliadora. Uma de suas maiores obras, além das obras pastorais, foi a conlusão das obras da Igreja Nossa Senhora Auxiliadora, que foi inaugurada em 1961. No dia 29 de abril de 1981, foi nomeado Monsenhor pelo Papa João Paulo II.
Em março de 2001 foi nomeado por Dom Dadeus Grings, como primeiro vigário episcopal do Vicariato de Porto Alegre, função que desempenhou até 2005.
Em setembro de 2008 comemorou 50 anos como pároco da Igreja Nossa Senhora Auxiliadora, no bairro Auxiliadora, na cidade de Porto Alegre.
No dia 11 de maio de 2010 recebeu da Câmara Municipal de Porto Alegre a mais alta homenagem: a Comenda Por do Sol, por seu destacado empenho e contribuição à cidade de Porto Alegre.
No dia 22 de dezembro de 2010 com uma missa solene encerrou as suas atividades pastorais na Igreja Nossa Senhora Auxiliadora, depois de 52 anos como pároco.